# 학산영동로
학산영동로(Haksanyeongdong-ro)는 충청북도 영동군 학산면 학산삼거리와 영동읍 부용사거리를 잇는 충청북도의 도로이다.

## 주요 경유지
충청북도
- 영동군 (학산면 · 양강면 · 영동읍)

## 노선
| 이름        | 접속 노선                    | 소재지 | 소재지 | 비고                    |
| ----------- | ---------------------------- | ------ | ------ | ----------------------- |
| 학산삼거리  |                              | 영동군 | 학산면 | 지방도 제505호선과 중복 |
| 마포 교차로 | 국도 제19호선 (영동로)       | 영동군 | 학산면 | 지방도 제505호선과 중복 |
| 마포삼거리  | 마포로                       | 영동군 | 양강면 | 지방도 제505호선과 중복 |
| 미봉교      |                              | 영동군 | 양강면 |                         |
| 원동 교차로 | 국도 제19호선 (영동로)       | 영동군 | 양강면 |                         |
| 부용사거리  | 국도 제4호선 (난계로) 중앙로 | 영동군 | 영동읍 |                         |